# DIN 931
DIN 931 er en DIN standard for en Stålbolt.
En Stålbolt DIN 931 er en af de mest brugte bolte inden for befæstelse området.
| Gevind           |  | M1,6 | M2  | M2,5 | M3  | M4  | M5  | M6 |
| ---------------- |  | ---- | --- | ---- | --- | --- | --- | -- |
| Gevindstigning   |  | 0,35 | 0,4 | 0,45 | 0,5 | 0,7 | 0,8 | 1  |
| Nøglevidde S:    |  | 3,2  | 4   | 5    | 5,5 | 7   | 8   | 10 |
| Hovedhøjde K:    |  | 1,1  | 1,4 | 1,7  | 2   | 2,8 | 3,5 | 4  |
| l≤125 mm         |  | 9    | 10  | 11   | 12  | 14  | 16  | 18 |
| l>125 mm ≤200 mm |  | 15   | 16  | 17   | 18  | 20  | 22  | 24 |
| l>200 mm         |  | 28   | 29  | 30   | 31  | 33  | 35  | 37 |

| Gevind           |  | M8   | M10 | M12  | M14 | M16 | M20 | M22 |
| ---------------- |  | ---- | --- | ---- | --- | --- | --- | --- |
| Gevindstigning   |  | 1,25 | 1,5 | 1,75 | 2   | 2   | 2,5 | 2,5 |
| Nøglevidde S:    |  | 13   | 17  | 19   | 22  | 24  | 30  | 32  |
| Hovedhøjde K:    |  | 5,5  | 6,4 | 7,5  | 8,8 | 10  | 13  | 14  |
| l≤125 mm         |  | 22   | 26  | 30   | 34  | 38  | 46  | 50  |
| l>125 mm ≤200 mm |  | 28   | 32  | 36   | 40  | 44  | 52  | 56  |
| l>200 mm         |  | 41   | 45  | 49   | 53  | 57  | 65  | 69  |

| Gevind           |  | M24 | M30 | M36 | M42 | M48 | M56 | M64 |
| ---------------- |  | --- | --- | --- | --- | --- | --- | --- |
| Gevindstigning   |  | 3   | 3,5 | 4   | 4,5 | 5   | 5,5 | 6   |
| Nøglevidde S:    |  | 36  | 46  | 55  | 65  | 75  | 85  | 95  |
| Hovedhøjde K:    |  | 15  | 19  | 23  | 26  | 30  | 35  | 40  |
| l≤125 mm         |  | 54  | 66  | -   | -   | -   | -   | -   |
| l>125 mm ≤200 mm |  | 54  | 72  | 84  | 96  | 108 | -   | -   |
| l>200 mm         |  | 73  | 85  | 97  | 109 | 121 | 137 | 153 |

| Gevind        |  | 1/4" | 5/16" | 3/8" | 7/16" | 1/2" | 9/16" | 5/8" |
| ------------- |  | ---- | ----- | ---- | ----- | ---- | ----- | ---- |
| Gevind Pr "   |  | 20   | 18    | 16   | 14    | 13   | 12    | 11   |
| Nøglevidde S: |  | 11,1 | 12,7  | 14,3 | 15,9  | 19   | 20,6  | 23,8 |
| Hovedhøjde K: |  | 4    | 5,2   | 6    | 7,1   | 7,9  | 9,1   | 9,9  |
| l≤ 152 mm     |  | 19   | 22    | 25   | 28    | 32   | 35    | 38   |
| l>165 mm      |  | -    |       | -    | -     | 38   | 41    | 44   |

| Gevind        |  | 3/4" | 7/8" | 1"   | 1.1/8" | 1.1/4" | 1.1/2" |
| ------------- |  | ---- | ---- | ---- | ------ | ------ | ------ |
| Gevind Pr "   |  | 10   | 9    | 8    | 7      | 7      | 6      |
| Nøglevidde S: |  | 28,6 | 33,3 | 38,1 | 42,9   | 47,6   | 57,2   |
| Hovedhøjde K: |  | 11,9 | 13,9 | 15,5 | 17,5   | 19,8   | 23,8   |
| l≤ 152 mm     |  | 44   | 51   | 57   | 64     | 70     | 83     |
| l>165 mm      |  | 51   | 57   | 64   | 70     | 76     | -      |